# Алич, Ади
Ади Алич (босн. Adi Alić; род. 5 марта 2002 года в Тузле, Босния и Герцеговина) — боснийский футболист, нападающий северомакедонского клуба «Силекс».

## Клубная карьера
Ади является воспитанником «Слободы» из своего родного города. 8 декабря 2019 года он дебютировал за этот клуб в боснийской премьер-лиге, выйдя на замену в матче против «Бораца». Это была единственная игра форварда в его первом сезоне на взрослом уровне. В сезоне 2020/21 он провёл 19 встреч и забил первый мяч в карьере, поразив ворота «Зриньски» 22 августа 2020 года. В следующем сезоне Ади также отметился 1 забитым голом в 21 игре боснийского первенства. Первую половину сезона 2022/23 он провёл в «Слободе» из Нови-Града на правах аренды, на его счету были 7 мячей в 17 матчах Первой лиги Республики Сербской. Вернувшись из аренды, нападающий принял участие в 14 играх остатка сезона чемпионата Боснии и Герцеговины, забив лишь однажды.
Летом 2023 года Ади перешёл из «Слободы» в клуб второго дивизиона Кипра «Ахиронас-Онисилос». В его составе он принял участие в 21 матче сезона 2023/24, отметившись 7 забитыми мячами. В сезоне 2024/25 нападающий перебрался в «Силекс» и забил 12 голов в 32 встречах в рамках первой лиги Северной Македонии.

## Международная карьера
В 2019 и 2021 годах Ади представлял Боснию и Герцеговину на юношеском уровне, отыграв за неё в общей сложности 4 международных матча. 3 сентября 2021 года нападающий сыграл свою единственную игру в составе молодёжной сборной Боснии и Герцеговины, заменив Энвера Кулашина на 78-й минуте встречи против молодёжной сборной Ирландии в рамках квалификации на молодёжный чемпионат Европы.